# Ernst Gottlieb von Steudel

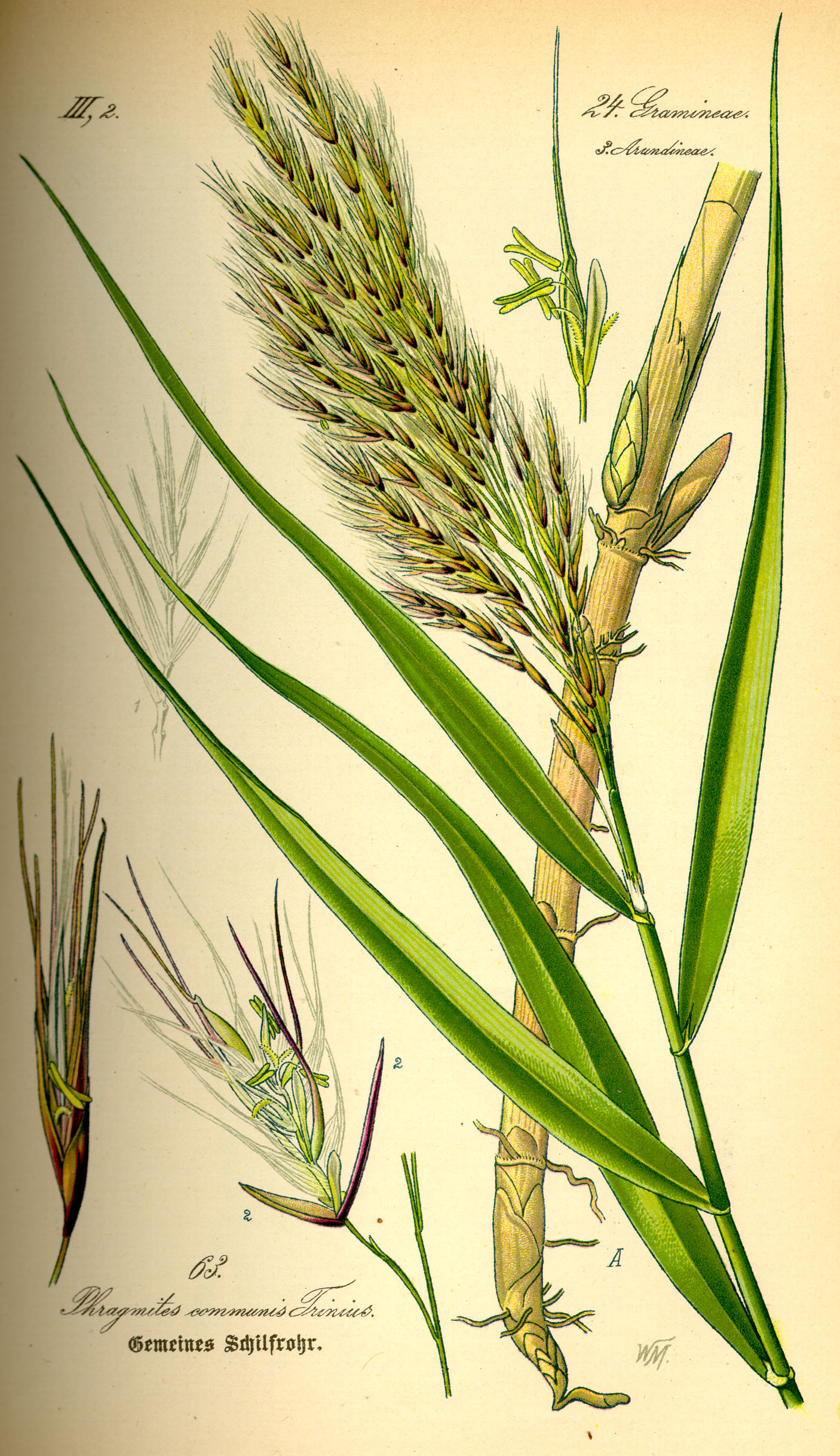
Illustrazione di Phragmites australis, una poacea

Ernst Gottlieb von Steudel (Esslingen am Neckar, 30 maggio 1783 – Esslingen am Neckar, 12 maggio 1856) è stato un botanico e medico tedesco, fu un esperto di poaceae (graminacee).

## Biografia
Steudel nacque e visse e Esslingen. Suo padre fu Johann Samson Steudel e sua madre Regina Catherina Burk.
Dal 1801 studiò Medicina e Scienze Naturali presso l'Università di Tubinga, ove conseguì il dottorato nel 1805.
Dopo un soggiorno in Svizzera, per un periodo fu a Vienna e a Halle; tornò a Esslingen nel 1806, dove si stabilì come medico generico, aprendo un suo ambulatorio.
Poco dopo, ottenne il posto di veterinario ufficiale superiore.
Il 6 agosto 1811 si sposò a Echterdingen con Augusta Rosina Sophia Bührer (nata l'11 agosto 1787), figlia di Victor Matthäus Bührer e Rosina Elisabeth Godelmann.
A Esslingen, assieme al parroco della città Christian Ferdinand Friedrich Hochstetter (1787-1860), fondò nel 1827 la società scientifica botanica Unio Itineraria (poi fallita nel 1842).
Insieme a Christian Friedrich Hochstetter fondò anche la Württembergischen naturhistorischen Reiseverein (associazione di viaggi di storia naturale del Württemberg). Steudel fu pure corrispondente dal 1822 della Senckenbergische Naturforschende Gesellschaft (società di ricerche naturali del Senckenberg).
Nel 1828, ottenne il posto di ufficiale medico nella città di Esslingen.

## Opere principali
Le sue opere principali riguardano la Botanica:
- Nomenclator botanicus, 2 volumi (1821-1824): un'elencazione in ordine alfabetico di oltre 3.300 generi e circa 40.000 specie di piante (nella II edizione, apparsa venti anni dopo, si elencavano 6.722 generi e 78.005 specie).
- Enumeratio plantarum germaniae helvetiaeque indigenarum seu Prodromus, quem synopsin plantarum germaniae helvetiaeque edituri botanophilisque adjuvandam commendantes, 1826 (scritto assieme a Christian Ferdinand Hochstetter, parroco di Esslingen).
- Synopsis planterum glumacearum, 2 volumi (1853-1855): inizialmente previsto in 11 volumi, ne preparò solo due; il Volume I è dedicato alla famiglia botanica delle Poaceae, mentre il Volume II è dedicato alle Cyperaceae, alle Juncaceae e alle famiglie correlate[2].

Pubblicò, inoltre, alcuni articoli di argomento medico:
- Wasserheilanstalten in ihrem Verhältnisse zu den Mineralbädern (1842),
- Bemerkungen, Vorschläge und Wünsche in Beziehung auf den Entwurf der neuen Pharmakopöe (1846), con il contributo del Prof. Schumann,
- Altbau und Neubau des Medicinalwesens (1848).

## Onorificenze
In suo onore è stato così chiamato il genere Steudelella Honda della famiglia di piante Poaceae.